# FamilyMart
FamilyMart (ファミリーマート Famirīmāto) TYO: 8028  là một chuỗi cửa hàng tạp hóa nhượng quyền kinh doanh của Nhật Bản lần đầu tiên ra mắt tại Nhật Bản ngày 1 tháng 9 năm 1981. FamilyMart là chuỗi cửa hàng tạp hóa lớn thứ 3 tại Nhật, sau 7-Eleven và Lawson. FamilyMart do công ty TNHH FamilyMart sở hữu và quản lý. Cổ đông chính của nó là tập đoàn Itochu, nắm giữ 35,55% vốn. Trụ sở công ty đặt tại tầng 17 tòa nhà Sunshine60 ở Ikebukuro, Toshima, Tokyo.
Tại cửa hàng có tất cả hàng hóa mà một tiệm tạp hóa bán, như các loại tạp hóa cơ bản, tạp chí, manga, nước ngọt có ga, rượu (VD: sake), nikuman, gà rán, onigiri và bentō.
Khẩu hiệu chính thức của FamilyMart là "FamilyMart, Where You Are One of the Family" (dịch "FamilyMart, nơi bạn là một phần của gia đình").